# Državna cesta D119
D119 je državna cesta u Hrvatskoj. 
Nalazi se na otoku Lastovo, a spaja naselja Uble (na zapadu otoka) i Lastovo.
Ukupna duljina ceste je 9,5 km.